# 一都镇 (福清市)
一都镇是中国福建省福州市福清市下辖的一个镇。1958年4月，因“大跃进”炼钢铁，木材资源匮乏，从永泰县划出一都、善山、东山3乡81个自然村，归福清管辖。

## 行政区划
一都镇下辖以下地区：
山城社区、一都村、普礼村、王坑村、东山村、善山村和后溪村。